# Eduardo Vázquez Cruz
Eduardo José Vázquez Cruz (nacido el 10 de diciembre de 1952) es un exmagistrado uruguayo, quien se desempeñó como miembro del Tribunal de lo Contencioso Administrativo entre 2016 y 2022.

## Primeros años
A partir de 1977 cumplió tareas como funcionario administrativo en el Poder Judicial.
Paralelamente cursó estudios en la Facultad de Derecho de la Universidad de la República, donde se graduó como abogado en 1980.

## Juez de Paz en el interior
En junio de 1981 inició su carrera judicial al ser designado Juez de Paz de la primera sección judicial de Flores, con sede en la ciudad de Trinidad.
En mayo de 1982 fue trasladado al Juzgado de Paz de la primera sección judicial de Maldonado, con sede en la ciudad de Maldonado, que en 1983 se transformó en Juzgado Letrado Departamental de Maldonado (actualmente denominados Juzgados de Paz Departamentales de Maldonado).

## Juez de Paz en la capital
En setiembre de 1984 pasó a cumplir funciones en Montevideo como Juez Letrado Departamental de la Capital (actualmente llamados Juzgados de Paz Departamentales de la Capital) de Segundo Turno.

## Juez Letrado en el interior
En octubre de 1985 fue ascendido al cargo de Juez Letrado de Rivera de Segundo Turno.
En marzo de 1988 fue trasladado al Juzgado Letrado de Las Piedras de Segundo Turno.

## Juez Letrado en la capital
En mayo de 1989 ascendió a cumplir funciones como Juez Letrado en Montevideo, inicialmente como Juez Letrado de Menores de Primer Turno.
En agosto de 1991 fue nombrado Juez Letrado del Trabajo de Cuarto Turno y en agosto de 1994 fue designado Juez Letrado en lo Civil de 13° Turno.

## Tribunal de Apelaciones
En mayo de 1996 recibió un nuevo ascenso al ser nombrado integrante del Tribunal de Apelaciones del Trabajo de Segundo Turno,el que integró durante cuatro años. 
En julio de 2000 fue trasladado al Tribunal de Apelaciones en lo Civil de Primer Turno,donde permaneció durante más de quince años.

## Tribunal de lo Contencioso Administrativo
Tras producirse una vacante en el Tribunal de lo Contencioso Administrativo como consecuencia del retiro de Mariela Sassón en noviembre de 2015, y transcurridos 90 días sin efectuarse designación de su reemplazante por la Asamblea General, se tornó aplicable el artículo 236 de la Constitución, que preveía como mecanismo subsidiario de designación para los cargos vacantes en la Suprema Corte de Justicia, aplicable al TCA en función de la remisión efectuada por el artículo 308 de la Constitución, el ingreso del magistrado más antiguo de los Tribunales de Apelaciones. En aquel momento dicha calidad correspondía a Vázquez, por lo que se produjo su ingreso automático al TCA. Prestó juramento ante la Asamblea General el 2 de marzo de 2016.
Integró el TCA durante casi siete años, cesando en su cargo en diciembre de 2022 al cumplir los 70 años, edad establecida como límite para integrar el Tribunal de lo Contencioso Administrativo según el artículo 308 de la Constitución, que se remite en cuanto a las condiciones para ocupar dicho cargo a las previstas para los miembros de la Suprema Corte de Justicia.
La vacante que dejó al retirarse y la generada por el cese de Nilza Salvo poco después fueron cubiertas en febrero de 2023 con las designaciones de José Balcaldi y Rosina Rossi.